# Gordon Baronets

Ursprüngliches Stammwappen der Familie Gordon

Als Gordon Baronetcies bezeichnet man elf erbliche britische Adelstitel (Baronetcies), davon neun in der Baronetage of Nova Scotia, eine in der Baronetage of Great Britain und eine in der Baronetage of the United Kingdom, an Personen mit dem Familiennamen Gordon verliehen wurden.

## Verleihungen
Erstmals wurde am 28. Mai 1625 in der Baronetage of Nova Scotia der Titel Baronet, of Letterfourie in the County of Sutherland, für Hon. Sir Robert Gordon, den vierten Sohn des Alexander Gordon, 12. Earl of Sutherland, geschaffen. Es handelte sich dabei um die erste und damit ranghöchste Verleihung einer Baronetwürde des Königreichs Schottland. Seit dem Tod von dessen Nachfahren, dem 10. Baronet, der keine Nachkommen hinterließ, am 24. März 1908, ruht der Titel.
Am 31. August 1625 wurde in der Baronetage of Nova Scotia der Titel Baronet, of Cluny in the County of Aberdeen, für Sir Alexander Gordon geschaffen. Der Titel erlosch, als sein Sohn, der 2. Baronet, um 1668 starb.
Am 2. September 1625 wurde in der Baronetage of Nova Scotia der Titel Baronet, of Lesmoir in the County of Aberdeen, für James Gordon geschaffen. Der Titel ruht, seit sein Nachfahre, der 8. Baronet, am 9. November 1839 starb.
Am 1. Mai 1626 wurde in der Baronetage of Nova Scotia der Titel Baronet, of Lochinvar in the Stewartry of Kirkcudbright, für Robert Gordon geschaffen. Sein Sohn, der 2. Baronet, wurde am 8. Mai 1633 auch zum Viscount of Kenmure und Lord Lochinvar erhoben. Die Baronetcy erlosch beim kinderlosen Tod von dessen Sohn, dem 2. Viscount, im August 1639, während die Viscountcy und die Lordship aufgrund der besonderen Erbregelung an dessen Onkel zweiten Grades John Gordon als 3. Viscount fielen.
Am 18. Juni 1631 wurde in der Baronetage of Nova Scotia der Titel Baronet, of Embo in the County of Sutherland, für John Gordon geschaffen. Der Titel erlosch, als dessen Ur-ur-ur-ur-ur-ur-urenkel, der 12. Baronet, am 9. September 1956 starb.
Am 13. August 1642 wurde in der Baronetage of Nova Scotia der Titel Baronet, of Haddo in the County of Aberdeen, für John Gordon geschaffen. Sein jüngerer Sohn, der 3. Baronet, wurde 1682 in der Peerage of Scotland zum Earl of Aberdeen und dessen Nachfahre, der 7. Earl, 1916 in der Peerage of the United Kingdom zum Marquess of Aberdeen and Temair erhoben. Heute hat dessen Nachfahre, der 8. Marquess, als 16. Baronet den Titel inne.
Am 21. August 1686 wurde in der Baronetage of Nova Scotia der Titel Baronet, of Park in the County of Banff, für John Gordon geschaffen. Der Titel erlosch, als sein Urenkel, der 5. Baronet, am 23. Juli 1839 starb.
Am 3. Februar 1704 wurde in der Baronetage of Nova Scotia der Titel Baronet, of Dalpholly in the County of Sutherland, für William Gordon geschaffen. Der Titel ruht, seit sein Nachfahre, der 5. Baronet, 1850 starb.
Am 9. Juli 1706 wurde in der Baronetage of Nova Scotia der Titel Baronet, of Afton and Earlston in the Stewartry of Kirkcudbright, für William Gordon geschaffen. Da er keine Kinder hatte, erfolgte die Verleihung mit dem besonderen Zusatz, dass der Titel in Ermangelung eigener männlicher Nachkommen auch an seinen älteren Bruder Alexander Gordon und dessen männliche Nachkommen vererbbar sei, der ihn schließlich 1718 als 2. Baronet beerbte. Heutiger Titelinhaber ist dessen Nachfahre, der 10. Baronet.
Am 21. August 1764 wurde in der Baronetage of Great Britain der Titel Baronet, of Newark-upon-Trent in the County of Nottingham, für Sir Samuel Gordon geschaffen. Der Titel erlosch beim Tod seines Sohnes, des 2. Baronets, am 9. Mai 1831.
Am 5. Dezember 1818 wurde in der Baronetage of the United Kingdom der Titel Baronet, of Northcourt in the Isle of Wight, für den Major-General Sir James Willoughby Gordon geschaffen. Der Titel erlosch beim Tod seines Sohnes, des 2. Baronets, am 29. Juli 1876.

## Liste der Gordon Baronets

### Gordon Baronets, of Letterfourie (1625)
- Sir Robert Gordon, 1. Baronet (1580–1656)
- Sir Ludovick Gordon, 2. Baronet (1624–um 1685)
- Sir Robert Gordon, 3. Baronet (1647–1704)
- Sir Robert Gordon, 4. Baronet (1696–1772)
- Sir Robert Gordon, 5. Baronet (um 1738–1776)
- Sir William Gordon, 6. Baronet († 1795) (Titel ruht 1795)
- Sir Alexander Gordon, de iure, 7. Baronet (1715–1797)
- Sir James Gordon, 8. Baronet (1779–1843) (Titel bestätigt 1806)
- Sir William Gordon, 9. Baronet (1803–1861)
- Sir Robert Glendonwyn Gordon, 10. Baronet (1824–1908) (Titel ruht 1908)

### Gordon Baronets, of Cluny (1625)
- Sir Alexander Gordon, 1. Baronet († um 1648)
- Sir John Gordon, 2. Baronet († um 1668)

### Gordon Baronets, of Lesmoir (1625)
- Sir James Gordon, 1. Baronet († um 1640)
- Sir James Gordon, 2. Baronet († um 1647)
- Sir William Gordon, 3. Baronet († um 1671)
- Sir William Gordon, 4. Baronet († um 1684)
- Sir James Gordon, 5. Baronet († um 1710)
- Sir William Gordon, 6. Baronet († 1750)
- Sir Alexander Gordon, 7. Baronet († 1782)
- Sir Francis Gordon, 8. Baronet (um 1764–1839)

### Gordon Baronets, of Lochinvar (1626)
- Sir Robert Gordon, 1. Baronet (um 1565–1628)
- John Gordon, 1. Viscount of Kenmure, 2. Baronet (1599–1634)
- John Gordon, 2. Viscount of Kenmure, 3. Baronet († 1639)

### Gordon Baronets, of Embo (1631)
- Sir John Gordon, 1. Baronet († 1649)
- Sir Robert Gordon, 2. Baronet († 1697)
- Sir John Gordon, 3. Baronet († 1701)
- Sir William Gordon, 4. Baronet († 1760)
- Sir John Gordon, 5. Baronet († 1779)
- Sir James Gordon, 6. Baronet († 1786)
- Sir William Gordon, 7. Baronet (1736–1804)
- Sir John Gordon, 8. Baronet († 1804)
- Sir Orford Gordon, 9. Baronet († 1857)
- Sir William Gordon, 10. Baronet (1818–1876)
- Sir Home Gordon, 11. Baronet (1845–1906)
- Sir Home Gordon, 12. Baronet (1871–1956)

### Gordon Baronets, of Haddo (1642)
- Sir John Gordon, 1. Baronet (1610–1644)
- Sir John Gordon, 2. Baronet (um 1632–1665)
- George Gordon, 1. Earl of Aberdeen, 3. Baronet (1637–1720)
- William Gordon, 2. Earl of Aberdeen, 4. Baronet (1679–1746)
- George Gordon, 3. Earl of Aberdeen, 5. Baronet (1722–1801)
- George Hamilton-Gordon, 4. Earl of Aberdeen, 6. Baronet (1784–1860)
- George Hamilton-Gordon, 5. Earl of Aberdeen, 7. Baronet (1816–1864)
- George Hamilton-Gordon, 6. Earl of Aberdeen, 8. Baronet (1841–1870)
- John Hamilton-Gordon, 1. Marquess of Aberdeen and Temair, 9. Baronet (1847–1934)
- George Gordon, 2. Marquess of Aberdeen and Temair, 10. Baronet (1879–1965)
- Dudley Gordon, 3. Marquess of Aberdeen and Temair, 11. Baronet (1883–1972)
- David Gordon, 4. Marquess of Aberdeen and Temair, 12. Baronet (1908–1974)
- Archibald Gordon, 5. Marquess of Aberdeen and Temair, 13. Baronet (1913–1984)
- Alastair Gordon, 6. Marquess of Aberdeen and Temair, 14. Baronet (1920–2002)
- Alexander Gordon, 7. Marquess of Aberdeen and Temair, 15. Baronet (1955–2020)
- George Gordon, 8. Marquess of Aberdeen and Temair, 16. Baronet (* 1983)

Titelerbe (Heir apparent) ist dessen Sohn Ivo Gordon, Earl of Haddo (* 2012).

### Gordon Baronets, of Park (1686)
- Sir John Gordon, 1. Baronet († 1713)
- Sir James Gordon, 2. Baronet († 1727)
- Sir William Gordon, 3. Baronet (1712–1751)
- Sir John Gordon, 4. Baronet (1749–1780)
- Sir John Gordon, 5. Baronet (1779–1835)

### Gordon Baronets, of Dalpholly (1704)
- Sir William Gordon, 1. Baronet († 1742)
- Sir John Gordon, 2. Baronet (um 1707–1783)
- Rev. Sir Adam Gordon, 3. Baronet († 1817)
- Sir George Gordon, 4. Baronet († 1840)
- Sir Adam Gordon, 5. Baronet († 1850)

### Gordon Baronets, of Afton and Earlston (1706)
- Sir William Gordon, 1. Baronet (1654–1718)
- Sir Alexander Gordon, 2. Baronet (1650–1726)
- Sir Thomas Gordon, 3. Baronet (1685–1769)
- Sir John Gordon, 4. Baronet (1720–1795)
- Sir John Gordon, 5. Baronet (1780–1843)
- Sir William Gordon, 6. Baronet (1830–1906)
- Sir Charles Gordon, 7. Baronet (1835–1910)
- Sir Robert Gordon, 8. Baronet (1862–1939)
- Sir John Gordon, 9. Baronet (1901–1982)
- Sir Robert Gordon, 10. Baronet (* 1932)

### Gordon Baronets, of Newark-upon-Trent (1764)
- Sir Samuel Gordon, 1. Baronet († 1780)
- Sir Jenison Gordon, 2. Baronet (1747–1831)

### Gordon Baronets, of Northcourt (1818)
- Sir James Gordon, 1. Baronet (1772–1851)
- Sir Henry Gordon, 2. Baronet (1806–1876)